# Titularstadt
Titularstadt ist die Bezeichnung für einen Ort, der berechtigt ist, den Titel Stadt zu führen, also Stadtrecht hat (oder hatte), aber nicht (bzw. nicht mehr) in vollem Umfang die Merkmale einer Stadt aufweist. Der Begriff wird in der Stadt- bzw. Siedlungsgeographie verwendet, Titularstadt ist kein offizieller Titel der Kommunalverfassung oder Gemeindeordnung.
Zu unterscheiden ist Titularstadt von Minderstadt. Minderstadt ist ein Ort mit städtischen Merkmalen (z. B. dem Recht, einen Markt abzuhalten), der aber nicht den Titel Stadt, sondern einen anderen Titel (z. B. Markt, Flecken) führt.
In vielen Fällen handelt es sich bei Titularstädten um kleine Landstädte, an denen, bedingt durch historische Entwicklungen oder eine Lage abseits der wichtigen Verkehrswege (im 19. Jahrhundert die Eisenbahn), der wirtschaftliche Aufschwung vorbeiging. In der Folge verloren die Orte weitere zentrale Funktionen (wie z. B. Gericht oder Krankenhaus) und behielten einen dörflichen, durch die Landwirtschaft geprägten Charakter.
Gebräuchlich ist der Begriff Titularstadt insbesondere für Orte in Preußen. Dort wurde im 19. Jahrhundert die Unterscheidung zwischen Stadt und Gemeinde in neuen Städte- und Gemeindeordnungen festgelegt. So legte z. B. die westfälische Landgemeindeordnung von 1841 fest, dass Städte mit weniger als 2500 Einwohnern nach der Landgemeindeordnung verwaltet werden. Diese Städte wurden Titularstädte genannt.
Aufgrund der westfälischen Regelung finden sich dort viele Titularstädte, z. B. Dringenberg, Kleinenberg, Peckelsheim und Borgholz im Paderborner Raum, Grevenstein und Eversberg im Sauerland und Freckenhorst im Münsterland. Die Häufung von Titularstädten im Hochstift Paderborn ist Folge reger Städtegründungen durch die Paderborner Bischöfe. Aufgrund der Häufung und ausbleibender Industrialisierung entwickelten sich diese kleinen Städte nicht weiter.
Beispiele aus Niedersachsen: Rehburg, Rethem und Freren.

## Neue Bedeutung
Strittig ist die neuere Verwendung der Bezeichnung Titularstadt für kleine Städte, die im Rahmen der Kommunalreformen in eine andere Stadt eingemeindet wurden und damit das (eigene) Stadtrecht verloren. Einige Bundesländer erlauben es, dem Namen des Ortes wieder den Titel „Stadt“ voranzustellen (z. B. in Nordrhein-Westfalen und Sachsen-Anhalt). Beispiele:
- Loburg in Sachsen-Anhalt: Loburg hatte Stadtrecht seit 1207 und verlor es 2009 mit der Eingemeindung in die Stadt Möckern. Heute heißt der Ort wieder offiziell Stadt Loburg. Die Kommunalverfassung von Sachsen-Anhalt bietet diese Möglichkeit seit 2014[9].
- Blankenberg im Rheinland: Blankenberg hatte Stadtrecht von 1245 bis 1805; seit 1954 heißt der Ort, der 1935 in die Gemeinde Hennef eingegliedert wurde, wieder offiziell Stadt Blankenberg. Erst 1981 wurde Hennef Stadt, sodass Blankenberg seitdem ein Stadtteil (und die Voranstellung des Wortes Stadt eigentlich überflüssig geworden) ist.[10]
- Wachtendonk am Niederrhein: Wachtendonk erhielt 1343 Stadtrecht, seit der Kommunalreform 1969 ist Wachtendonk eine Gemeinde. Der Ortsteil Wachtendonk der Gemeinde Wachtendonk heißt offiziell wieder Stadt Wachtendonk.[11]

## Weitere Beispiele
Orte, die als Titularstädte bezeichnet werden:
- Zons (Rheinland)
- Wevelinghoven (Rheinland)
- Vörden (Westfalen)
- Breidenstein (Hessen)
- Freyenstein (Brandenburg)
- Wusterhausen/Dosse (Brandenburg)[12]
- Stadtlauringen (Bayern)
- Scheibbs (Österreich)[13]
- Arnemuiden (Niederlande), so genannte smalstad